# GospelSul FM
GospelSul FM foi uma estação de rádio brasileira. Operava em 91.5 MHz na Grande Porto Alegre, cuja concessão e transmissor se localizam na cidade de Glorinha. A emissora utilizava a frequência da Rádio Cruzeiro, pertencente ao Grupo Dial, que já foi arrendada a Rede Transamérica Hits nos 89.9 MHz. Desde 2009, era arrendada à rede A Voz da Libertação, pertencente à Igreja Pentecostal Deus é Amor. A partir de 2014, passou a investir em programação própria de música gospel e em Outubro de 2015 altera sua nomenclatura para GospelSul FM, com a mesma programação musical da Rádio Cruzeiro. De 1º de janeiro à 18 de junho de 2017 operou como uma web rádio após ter sido substituída pela Rádio Saldanha no dial. A emissora voltou a ser transmitida nos 91.5 MHz em 19 de junho de 2017.